# Eriocaulon cristatum
Eriocaulon cristatum är en gräsväxtart som beskrevs av Carl Friedrich Philipp von Martius. Eriocaulon cristatum ingår i släktet Eriocaulon och familjen Eriocaulaceae. Inga underarter finns listade i Catalogue of Life.